# Корпан Микола
Корпан Микола (?, 1897 с. Тяпче Долинського району Івано-Франківської області — † 29 січня 1918, с. Крути, Ніжинський район, Чернігівська область).

## Біографія

Пам'ятник Миколі Корпану у селі Тяпче

Народився 1897 у селі Тяпче Долинського району Івано-Франківської області.
У 1909 році поступив вчитися до Бучацької гімназії.
Навчався у 2-й Українській гімназії імені Кирило—Мефодіївського товариства в Києві[джерело?].
Дослідник Віталій Скальський висловлює сумніви щодо факту його навчання у цій гімназії.
Вояк Студентського куреня армії УНР, загинув у Бою під Крутами.
Перепохований разом із іншими студентами-вояками на Аскольдовій могилі у Києві 19 березня 1918 року.

## Вшанування пам'яті
- 17 жовтня 2010 року на батьківщині героя у селі Тяпче Долинського району Івано-Франківської області йому відкрито пам'ятник.
- У багатьох містах України є Вулиця Героїв Крут, названа в честь Героїв, загиблих у бою під Крутами, до яких належить і Микола Корпан.